# Gais (Włochy)
Gais ([ˈɡais]) – miejscowość i gmina we Włoszech, w regionie Trydent-Górna Adyga, w prowincji Bolzano.
Liczba mieszkańców gminy wynosiła 3146 (dane z roku 2009). Język niemiecki jest językiem ojczystym dla 96,68%, włoski dla 3,09%, a ladyński dla 0,22% mieszkańców (2001).

## Współpraca
- Coburg, Niemcy